# Wanted: A Husband
Wanted: A Husband er en amerikansk stumfilm fra 1919 af Lawrence C. Windom.

## Medvirkende
- Billie Burke som Amanda Darcy Cole
- James Crane som Jack Remsen
- Margaret Linden som Gloria Green
- Charles Lane som Tom Harmon
- Edward Lester som Paul Wood